# 4...3...2...1...morte
4..3..2..1...morte (también conocido como Órbita mortal  en España y 4...3...2...1...muerte  en México) es una película italiana de ciencia ficción estrenada en 1967. Se basa en las series de animaciones alemanas Perry Rhodan, y es coproducción con España, Mónaco y Alemania.

## Argumento
Una nave espacial es lanzada con destino a la Luna en misión secreta. Una vez la expedición llega a su destino, los astronautas que la conforman descubren que en nuestro astro hermano hay una nave espacial alienígena comandada, desde la que les piden ayuda para un miembro de su tripulación. Tras examinarle, el médico de la misión terrícola decide que la única esperanza para el enfermo es llevarlo a la Tierra, donde un prestigioso científico quizás pueda conocer el remedio para su mal estado.

## Reparto
- Lang Jeffries - Perry Rhodan
- Essy Persson - Thora
- John Karlsen - Crest
- Pinkas Braun - Larkin
- Gianni Rizzo - Criminal Lider
- Ann Smyrner - Dr. Sheridan
- Joachim Hansen - Dr. Manoli
- Luis Dávila - Mike Bull
- John Bartha - General Roon
- Tom Felleghy - Moreland
- Daniel Martín - Capitán Flipper